# Історія геології
Істо́рія геоло́гії — наукова дисципліна, яка вивчає процес виникнення й розвитку геології та знань про Землю. Є розділом геології, який вивчає історію геологічних знань та гірничої справи. Історія геологічних наук входить до складу історії людської культури та історії природознавства.

## Зародження
Перші геологічні спостереження відносяться до динамічної геології — це інформація про землетруси, виверження вулканів, розмивання гір, переміщення берегових ліній. Подібні висловлювання зустрічаються в роботах таких науковців як Піфагор, Арістотель, Пліній Старший, Страбон. Вивчення фізичних матеріалів (мінералів) Землі бере свій початок принаймні зі Стародавньої Греції, коли Теофраст (372–287 до н. е.) написав роботу «Peri Lithon» («Про камені»). У римський період Пліній Старший детально описав численні мінерали та метали і їх практичне використання, а також правильно визначив походження бурштину.
Опис мінералів та спроби класифікації геологічних тіл зустрічаються у Аль-Біруні та Ібн Сіни (Авіценни) в X–XI століттях. У роботах Аль-Біруні міститься ранній опис геології Індії, він вважав, що індійський субконтинент колись був морем. Авіценна запропонував детальне пояснення формування гір, походження землетрусів та інші теми, які є центральними в сучасній геології, і в якому міститься необхідний фундамент для подальшого розвитку науки. Деякі науковці сучасного періоду, такі як Філдінг Гарісон, вважають, що сучасна геологія з'явилася в середньовічному ісламському світі.
У Китаї енциклопедист Шень Куо (1031–1095) сформулював гіпотезу про процес формування Землі: на основі спостережень над викопними раковинами тварин в геологічному шарі в горах в сотнях кілометрів від океану він зробив висновок, що суша була сформована в результаті ерозії гір і осадження намулу.
В епоху Відродження геологічні дослідження проводили вчені Леонардо да Вінчі та Джироламо Фракасторо. Вони вперше припустили, що викопні раковини є рештками вимерлих організмів, а також, що історія Землі триваліша від біблійних уявлень. Ніколас Стено дав аналіз геологічного розрізу в Тоскані, він пояснив послідовність геологічних подій. Йому приписують три основних принципи стратиграфії: принцип суперпозиції, принцип первинної горизонтальності шарів і принцип послідовності утворення геологічних тіл. Основи мінералогії заклав Георгій Агрікола.

## Становлення

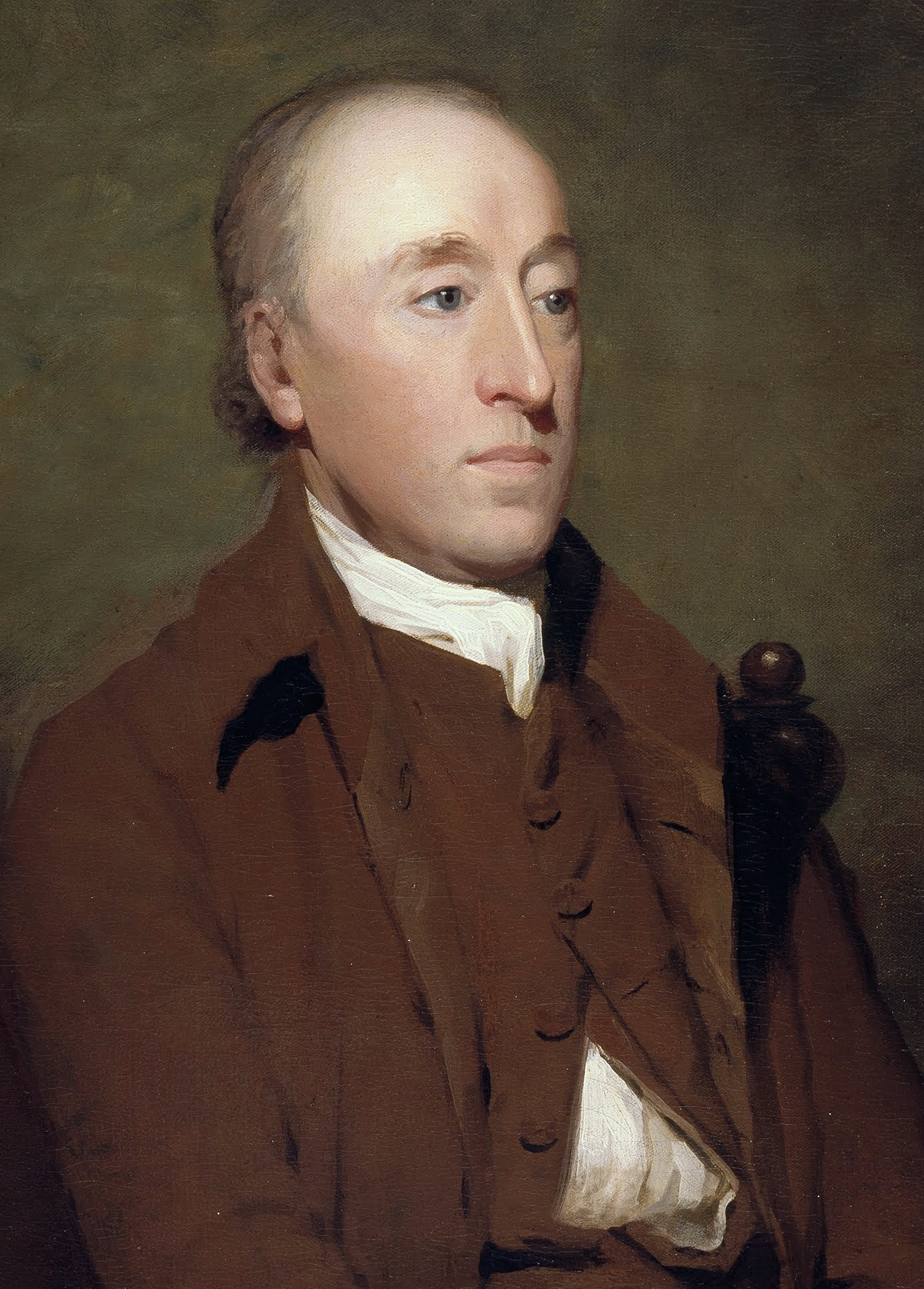
Джеймс Гаттон — батько сучасної геології

1683 року Мартін Лістер запропонував Лондонському королівському товариству позначати на картах ґрунти і мінерали. Це вважається моментом народження геологічної зйомки та геологічних карт.
Наприкінці XVII — початку XVIII століття з'явилася загальна теорія Землі, яка отримала назву дилювіанізму. На думку науковців того часу осадові породи і скам'янілості в них утворилися в результаті всесвітнього потопу. Ці переконання поділяли Роберт Гук (1688), Джон Рей (1692), Джон Вудворд (1695), І. Я. Шьойкцер (1708) та інші.
У другій половині XVIII століття різко зросли потреби в корисних копалинах, що призвело до вивченню надр, зокрема накопиченню фактичного матеріалу, опису властивостей гірських порід і умов їх залягання, розробки прийомів спостереження. У 1785 році Джеймс Гаттон представив для Королівського товариства Единбурга документ під назвою «Теорія Землі». У цій статті він пояснив свою теорію про те, що Земля повинна бути набагато старшою, ніж це вважалося раніше, для того, щоб забезпечити достатній час для ерозії гір, і щоб седименти (відклади) утворили нові породи на дні моря, які, в свою чергу, були підняті щоб стати сушею (теорія глибокого часу). В 1795 Гаттон опублікував двотомну працю, яка описувала ці ідеї. Джеймс Гаттон часто вважається першим сучасним геологом. Послідовники Гаттона були відомі як плутоністи, через те що вони вважали, що деякі породи (базальти і граніти) були сформовані в результаті вулканічної діяльності і є результатом осаджування лави з вулкана.
Іншої точки зору дотримувались нептуністи, на чолі з Авраамом Вернером, який вважав, що всі породи осіли з великого океану, рівень якого з плином часу поступово знизився, а вулканічну діяльність пояснював підземним горінням кам'яного вугілля.

## Регіонально-геологічні дослідження

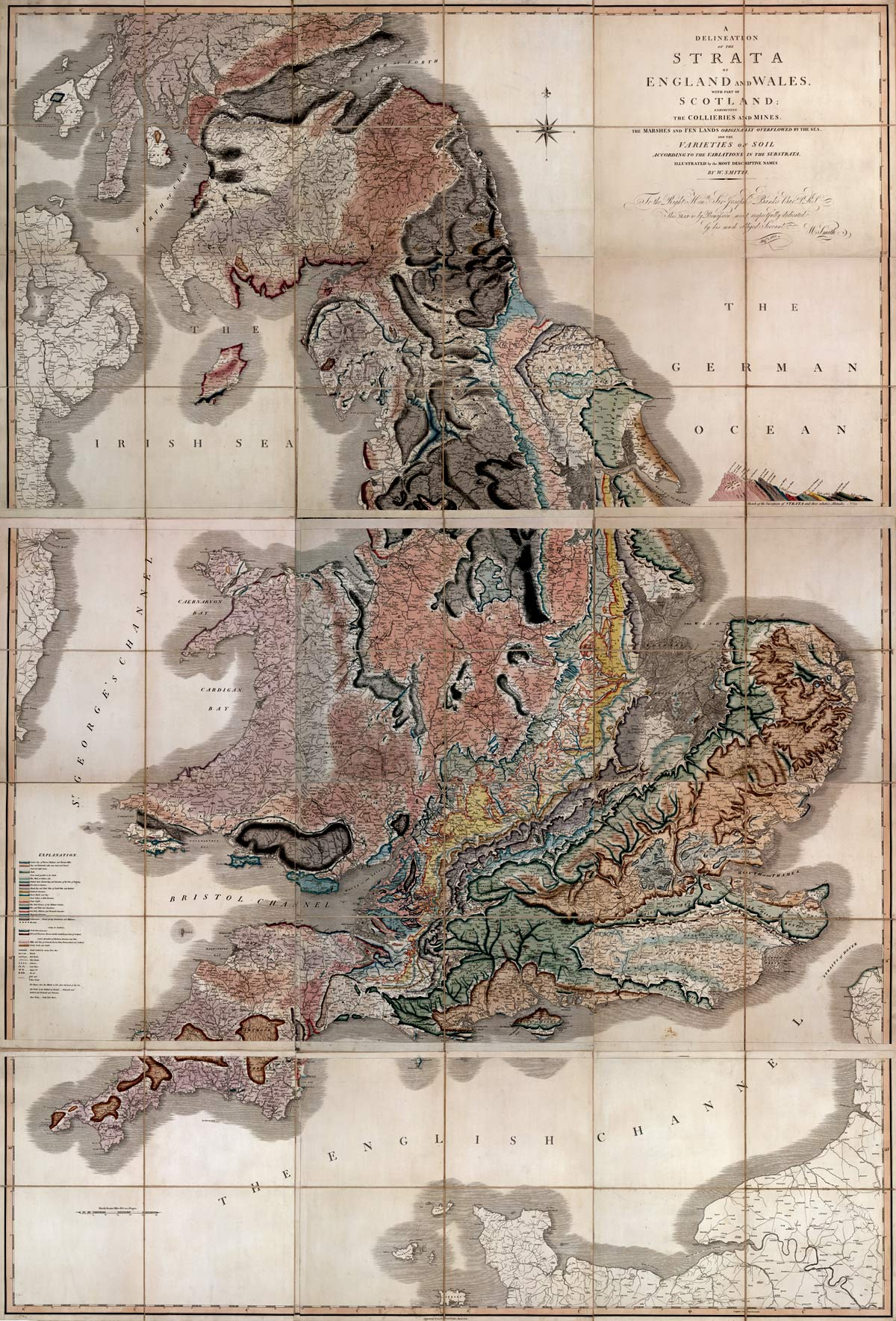
Геологічна карта Англії, Уельса і південної Шотландії Вільяма Сміта 1815 р.

У 1815 році англійським геологом Вільямом Смітом вперше опублікована крупномастшабна карта, яка показувала геологічну будову цілого регіону — Геологічна карта Англії та Уельса. Його карта містить впорядковані гірські пласти, виділені за скам'янілостями, які містилися в них. Сміт склав «шкалу осадових утворень Англії». Роботи по розділенню пластів продовжувались науковцями Жоржем Кюв'є та О. Броньяром.
У 1822 році була виділена кам'яновугільна і крейдова системи, що поклало початок стратиграфічної систематики. Основні підрозділи сучасної стратиграфічної шкали були прийняті офіційно в 1881 році в Болоньї на 2-му Міжнародному геологічному конгресі.
Разом з тим, методологічні основи такого поділу ще уточнювались у рамках декількох теорій. Жорж Леопольд Кюв'є розробив теорію катастроф, яка стверджувала, що особливості Землі формуються в одній, катастрофічній події та залишаються незмінними надалі. Леопольд фон Бух пояснював рухи земної кори вулканізмом (теорія «кратерів підняття»), Л. Елі де Бомон пов'язував дислокацію шарів зі стисненням земної кори при остиганні центрального ядра. У 1830 році Чарльз Лаєль вперше опублікував свою знамениту книгу «Основи геології». Книга, яка вплинула на ідеї Чарльза Дарвіна, успішно сприяла поширенню актуалізму. Ця теорія стверджує, що повільні геологічні процеси відбувалися протягом історії Землі й відбуваються досі. Хоча Гаттон й довіряв ідеї актуалізму, вона не була широко прийнята в той час.
Більшу частину XIX століття геологія намагалась дати відповідь на питання про точний вік Землі. Оцінки варіювалися від 100 000 до кількох мільярдів років. На початку XX століття радіометричне датування дозволило визначити вік Землі, оцінка склала два мільярди років. Усвідомлення цього величезного проміжку часу відкрило двері для нових теорій про процеси, які сформували планету.

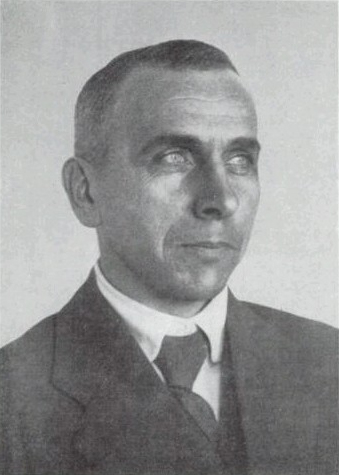
Альфред Лотар Вегенер, бл. 1925

Найбільш значним досягненням геології в XX столітті був розвиток теорії тектоніки плит в 1960 році та уточнення віку планети. Теорія тектоніки плит виникла з двох окремих геологічних спостережень: спрединг морського дна і континентального дрейфу. Ця теорія революціонувала науки про Землю. Наразі відомо, що вік Землі складає близько 4,5 мільярдів років.

## Сучасна геологія
Наприкінці XIX століття економічні потреби країн щодо надр призвели до зміни статусу науки. З'явилися численні геологічні служби, зокрема геологічна служба США (1879) і геологічний комітет Росії (1882). Було введено підготовку спеціалістів-геологів.
З метою викликати інтерес до геології Організацією Об'єднаних Націй 2008 рік проголошений «Міжнародним роком планети Земля».
Але до початку ХХ століття в геології панували методи описових досліджень. У XX-му столітті геологія перетворилася на аналітичну науку: з відкриттям рентгенівської дифракції потужно розвинулася геофізика. З кінця ХХ ст. розвивається фізичне і комп'ютерне моделювання геологічних об'єктів. Ця зміна методів, зробили з раніше чисто якісної геології кількісну науку і, отже, характеризує стрибок в історії науки геології.

## Наукові товариства
Для розвитку геології і її історії дуже важлива діяльність наукових товариств. Найстаріші з них (за датою заснування):
- 1660 — Лондонське королівське товариство з розвитку знань про природу
- 1737 — Королівське товариство Едінбурга по розвитку мистецтв і наук і особливо знань про природу
- 1765 — Імператорське Вільне економічне товариство до заохочення в Росії землеробства та домобудівництва
- 1792 — Мінералогічне товариство Єни
- 1805 — Московське товариство випробувачів природи
- 1807 — Геологічне товариство Лондона
- 1816 — Мінералогічне товариство Дрездена
- 1816 — Вернерове товариство в Единбурзі
- 1817 — Мінералогічне товариство Санкт-Петербурга
- 1863 — Імператорське товариство любителів природознавства, антропології та етнографії[en]
- 1867 — Імператорське Санкт-Петербурзьке товариство натуралістів та лікарів
- 1882 — Геологічний комітет